# ビフェニル-2,3-ジオール-1,2-ジオキシゲナーゼ
ビフェニル-2,3-ジオール-1,2-ジオキシゲナーゼ（biphenyl-2,3-diol 1,2-dioxygenase）は、次の化学反応を触媒する酸化還元酵素である。
ビフェニル-2,3-ジオール + O2 {\displaystyle \rightleftharpoons } 2-ヒドロキシ-6-オキソ-6-フェニルヘキサ-2,4-ジエン酸 + H2O
反応式の通り、この酵素の基質はビフェニル-2,3-ジオールとO2、生成物は2-ヒドロキシ-6-オキソ-6-フェニルヘキサ-2,4-ジエン酸とH2Oである。
組織名はbiphenyl-2,3-diol:oxygen 1,2-oxidoreductase (decyclizing)で、別名に2,3-dihydroxybiphenyl dioxygenase、biphenyl-2,3-diol dioxygenaseがある。